# Georg Gamlin
Louis Georg Gamlin, född 1915 i Stockholm, död 1970, var en svensk målare och grafiker.
Gamlin var som konstnär autodidakt. Hans konst består av figurmotiv, landskap och stilleben i olja samt grafiska blad, i träsnitt och torrnål. Gamlin är representerad vid Moderna museet i Stockholm.